# ألفا روميو 1900
ألفا روميو 1900 (بالإنجليزية: Alfa Romeo 1900)‏ هي سيارة تم تصنيعها من قبل ألفا روميو الإيطالية.